# 4-オクチン
4-オクチン（ジプロピルエチンとも）は、4番目の炭素に三重結合を持つアルキンの一種（'4-'は鎖内の三重結合の位置を示す）。式は C8H14 である。25 ℃およびその他安定条件での密度は751 g/mLである。沸点は131-132 ℃である。平均モル質量は110.20 g/molである
4-オクチンは、5-デシン、3-ヘキシン、2-ブチンと対称アルキンのグループを形成する。